# رستاخیز (فیلم ۱۹۹۹)
«رستاخیز» (انگلیسی: Resurrection (1999 film)) فیلمی در ژانر ترسناک به کارگردانی راسل مالکهی است که در سال ۱۹۹۹ منتشر شد. از بازیگران آن می‌توان به کریستوفر لامبرت، لیلند ارسر، رابرت جوی، و دیوید کراننبرگ اشاره کرد.